# Rallus longirostris belizensis
Rallus longirostris belizensis is een ondersoort van de klapperral uit de familie van rallen.

## Verspreiding
De soort komt voor in Ycacos Lagoon (Belize).